# Daniel Haase (Handballtrainer)
Daniel Haase (* 24. September 1982 in Essen) ist ein deutscher Handballtrainer und ehemaliger -spieler.

## Karriere

### Als Spieler
Die Spielerkarriere von Daniel Haase begann im Alter von 10 Jahren kurios. Mit einem Freund wollte er an einem Volleyballtraining teilnehmen, die beiden fuhren aber in die falsche Halle und landeten so beim Handballtraining der Jugend von Schwarz-Weiß Essen. Da beide Talent hatten blieben sie beim Handball. Nach 5 Jahren wechselte Haase in die B- und A-Jugend des TUSEM Essen. Den Sprung in die damals in der Bundesliga erfolgreiche erste Mannschaft schaffte der Kreisläufer nicht, spielte aber in den folgenden Jahren weiterhin Handball in Kettwig und Mülheim an der Ruhr, sowie in der zweiten Mannschaft des TUSEM. Auf der beruflichen Seite absolvierte er eine Ausbildung zum Reiseverkehrskaufmann bzw. Sporttourismusmanager und war bis 2015 in diesem Beruf tätig.

### Als Trainer
In 2010 begann Daniel Haase seine Karriere als nebenberuflicher Trainer bei TUSEM Essen, zunächst bei den Jugendmannschaften. Unter seiner Leitung erreichte die A-Jugend in den Saisons 2011/12 und 2013/14 das Viertelfinale der Deutschen Meisterschaft, unterlag aber jeweils dem späteren Meister Füchse Berlin.  Neben den Jugendmannschaften war er auch für die zweite Mannschaft (U23) zuständig, die in der Ober- bzw. Regionalliga (4. Liga) spielte. In der Saison 2014/15 wurde die B-Jugend Deutscher Vizemeister. Ab 2015 übte er den Trainerberuf dann hauptberuflich aus und übernahm den Posten des Jugendkoordinators. Von 2015 bis 2017 war Daniel Haase außerdem Co-Trainer der Profimannschaft in der 2. Bundesliga neben Stefan Krebietke und schaffte nach dessen Entlassung als Cheftrainer den Klassenerhalt in der Saison 2016/17. In der folgenden Saison übernahm Jaron Siewert die erste Mannschaft als Trainer, Haase kehrte auf den Posten des Jugendkoordinators zurück und bat den Verein um die Auflösung seines Vertrags am Saisonende. Bekannte Spieler, die unter Haase in der Essener Jugend unter Haase ausgebildet wurden, sind Luca Witzke und Noah Beyer.
Ab Juli 2018 wechselte Daniel Haase zu den Rhein-Neckar Löwen als Leiter des Nachwuchszentrums sowie Trainer der A-Jugend (U19). Durch das Handballinternat der Junglöwen waren seine Aufgabengebiete umfangreicher als in Essen und die Rahmenbedingungen bei den Löwen boten ihm mehr Möglichkeiten bei seiner Leidenschaft, der Ausbildung junger Handballspieler. Gleich in seiner ersten Saison erreichte die A-Jugend erstmals seit 2008 wieder das Finale um die Deutsche Meisterschaft. Nach einem Sieg und einer Niederlage sowie ausgeglichenem Torverhältnis wurde man nur aufgrund der weniger geworfenen Auswärtstore Deutscher Vizemeister.
Nach den Pandemiejahren gelang Daniel Haase mit der U19 in der Saison 2021/22 der Gewinn der Deutschen A-Jugend-Meisterschaft gegen die Füchse Berlin. Die gute Jugendarbeit der Löwen wurde durch eine weitere Deutsche Meisterschaft der B-Jugend (U17) in dieser Saison unterstrichen. Daniel Haase wurde aus über 200 Kandidaten durch eine Jury bestehend aus Alfreð Gíslason, Anna Loerper, Dominik Klein und Frank Bohmann zum Nachwuchstrainer der Saison 2021/22 ausgezeichnet. Die folgende Saison 2022/23 beendete die U19 trotz Verletzungspech in der entscheidenden Phase erneut als Vizemeister. Mit einer weiteren Vizemeisterschaft der U19 nach zwei engen Finalspielen in der Saison 2023/24 wurde Daniel Haase erfolgreichster Jugendkoordinator und -trainer der Junglöwen.
In der Zeit als Leiter des Junglöwen-Nachwuchszentrums schafften Spieler wie David Späth, Philipp Ahouansou, Elias Scholtes, Mats Grupe, Magnus Grupe, Niklas Michalski, Robert Timmermeister, David Móré, Lion Zacharias, Jannis Schneibel den Sprung in den Profibereich. David Späth und Philipp Ahouansou schafften auch den Sprung in die Nationalmannschaft und bezeichneten in Interviews Daniel Haase als sehr fordernden Trainer, hoben aber vor allem seinen persönlichen, engen Kontakt zu den Jugendlichen hervor. Die Arbeitsweise und die Aufgabenbereiche von Haase wurden in der Saison 2022/23 in einer neunteiligen Artikelserie ausführlich dokumentiert.
Im Dezember 2023 gab Haase bekannt, dass er die Rhein-Neckar Löwen nach der Saison 2023/24 verlassen wird. Zurr Saison 2024/25 kehrte er als Trainer der Zweitligamannschaft zum TUSEM Essen zurück.